# Janaillat
Janaillat là một xã thuộc tỉnh Creuse trong vùng Nouvelle-Aquitaine miền trung nước Pháp. Xã này nằm ở khu vực có độ cao trung bình 600 mét trên mực nước biển.

## Địa lý
Thị trấn nằm bên hai bờ sông Leyrenne, cự ly khoảng 16 dặm (26 km) về phía tây nam của Guéret tại giao lộ các tuyến đường D10, D50 và tuyến đường D61.

## Dân số
| 1962                                                        | 1968 | 1975 | 1982 | 1990 | 1999 | 2005 |
| ----------------------------------------------------------- | ---- | ---- | ---- | ---- | ---- | ---- |
| 602                                                         | 663  | 545  | 470  | 404  | 367  | 377  |
| Số liệu điều tra dân số từ năm 1962 Dân số chỉ tính một lần |      |      |      |      |      |      |

## Địa điểm nổi bật
- Nhà thờ St.Saturnine, thế kỷ 19.
- Phế tích lâu đài tại làng Soliers.
- Nhà thờ thế kỷ 15.

## Kết nghĩa
Ennery, Moselle, Pháp, từ năm 1994

## Người địa phương nổi bật
- Nhà thơ François Tristan l'Hermite sinh ra ở đây năm 1601.